# Киселёв, Василий Николаевич (Герой Советского Союза)
Василий Николаевич Киселёв (15 октября 1910 — 25 апреля 1943) — советский военно-морской лётчик, герой Великой Отечественной войны, Герой Советского Союза (24.07.1943, посмертно). Капитан (19.02.1942).

## Биография
Родился в городе Санкт-Петербурге. Русский. Окончил 6 классов средней школы при паровозоремонтном заводе и школу ФЗУ при Невском машиностроительном заводе имени В. И. Ленина. С 1929 года работал на том же заводе слесарем-сборщиком, в 1933 году окончил три курса вечернего машиностроительного техникума при заводе имени С. М. Кирова.
Член ВКП(б) с 1931 года.
В Военно-морском флоте с 1933 года. Окончил Военную школу лётчиков и летнабов морской и сухопутной авиации ВВС РККА имени Сталина в Ейске в 1936 году. С ноября 1936 года служил младшим лётчиком в 44-й ближнеразведывательной авиационной эскадрилье Военно-воздушных сил Краснознаменного Балтийского флота. В апреле 1939 года переведён старшим лётчиком в 45-ю авиационную эскадрилью ВВС Северного флота, которая в январе 1940 года была развернута в 118-й морской ближнеразведывательный авиационный полк. В составе этого полка лейтенант Киселев участвовал в советско-финляндской войне 1939—1940 годов, выполнил 36 боевых разведывательных вылетов.
Участник Великой Отечественной войны с июня 1941 года. Участник обороны Заполярья. Летал на гидросамолёте МБР-2. Был повышен в должности до командира звена, а затем и до заместителя командира эскадрильи.
В ноября 1942 года капитан В. Н. Киселёв был назначен командиром звена во вновь сформированный 24-й минно-торпедный авиационный полк 5-й авиационной бригады ВВС Северного флота. В этом полку освоил самолёты ДБ-3Ф и ленд-лизовский британский «Хемпден». В январе повышен до заместителя командира 3-й эскадрильи этого полка. А 14 января 1943 года возглавляемый им экипаж торпедоносца потопил свой первый немецкий корабль торпедным ударом при атаке конвоя в районе порта Вардё.
К концу апреля 1943 года капитан В. Н. Киселёв выполнил 190 боевых вылетов (в том числе 79 в ночное время) и потопил 4 транспорта общим водоизмещением 33 000 тн. Группы лётчиков полка под его командованием потопили 12 транспортов.
25 апреля 1943 года экипаж торпедоносца под командованием капитана Киселёва В. Н. атаковал конвой противника в районе Конгс-фьорда (Норвегия). При заходе на цель самолёт был подбит зенитным огнём. Экипаж «Хемпдена» удержал горящий самолёт на боевом курсе и произвёл точный пуск торпеды с расстояния в 200—300 метров, которой был потоплен немецкий транспорт «Леезее» водоизмещением 2624 бртн с грузом угля для немецких войск на мурманском направлении. Через несколько мгновений самолёт упал в море, экипаж погиб, до конца исполнив воинский долг. Лидируемая им группа советских торпедоносцев потопила ещё 2 транспорта и 1 тральщик противника (немецкими данными это не подтверждается — кроме «Леерзее» из состава конвоя потоплен только почтовый дрифтербот).
Указом Президиума Верховного Совета СССР от 24 июля 1943 года капитану Киселёву Василию Николаевичу посмертно присвоено звание Героя Советского Союза. Тем же Указом звание Героя посмертно присвоено штурману экипажа старшему лейтенанту Михаилу Покало. Два других члена экипажа — стрелок-радист старшина Берденников Иван Антонович и воздушный стрелок старший сержант Жучков Владимир Иванович 18 мая 1943 года были посмертно награждены орденами Отечественной войны 1-й степени.

## Награды
- Орден Ленина (24.07.1943, посмертно)
- Три ордена Красного Знамени (7.01.1942, 13.02.1942, 4.02.1943)[7]

## Память
- Бюст В. Н. Киселёва, в числе 53-х лётчиков-североморцев, удостоенных звания Героя Советского Союза, установлен в пос. Сафоново на Аллее Героев около музея ВВС СФ.
- Приказом Министра обороны СССР от 16 сентября 1959 года имя Героя Советского Союза В. Н. Киселёва навечно зачислено в списки личного состава авиационной части Северного флота.
- Именем «Василий Киселёв» был назван большой морозильный рыболовный траулер.